# Pałac Pusłowskich w Krakowie
Pałac Pusłowskich – willa znajdująca się w Krakowie, w dzielnicy I Stare Miasto, przy ul. Westerplatte 10 na Wesołej.
W miejscu tym na przełomie XVIII i XIX w. znajdował się budynek użytkowany jako spichlerz, który wraz z otaczającym go ogrodem należał do krakowskiego mieszczanina Walentego Bartscha (relikty tego domu zachowały się w postaci sklepionych kolebkowo piwnic obecnego pałacu). W 1821 architekt Szczepan Humbert dokonał przebudowy budynku na siedzibę dla Sykstusa Lewkowicza. Powstał wtedy parterowy, murowany dom usytuowany w obszernym ogrodzie. W 1845 r. gruntownej przebudowy rezydencji dokonano dla nowego właściciela – Ludwika de Laveaux, tworząc parterową willę. W 1873 Maksymilian Nitsch dobudował I piętro dla kolejnego właściciela – Konstantego Rohozińskiego. Powstała wówczas klatka schodowa. W następnych latach willa często zmieniała gospodarzy. W l. 1874–1884 był nim hr. Ludwik Michałowski, a w l. 1884–1885 Franciszek Demmer. Dla nich M. Nitsch i Józef Ertel kolejno przebudowywali oficynę boczną. 
Kupiony w 1885 przez hrabiego Zygmunta Pusłowskiego, przebudowany w 1886, według projektu Tadeusza Stryjeńskiego i Władysława Ekielskiego, zyskał formę neorenesansowej willi usytuowanej w ogrodzie.
Budynek otrzymał wtedy nową elewację oraz narożną dwukondygnacyjną loggię arkadowo-filarową. Znacznym przemianom uległy również wnętrza pałacu. Powstała duża neobarokowa klatka schodowa i sień przelotowa, a pomieszczenia reprezentacyjne otrzymały kominki sprowadzone z Francji. Pojawiły się też ozdobne drzwi, intarsjowane posadzki i fragmenty starych detali architektonicznych wmurowane w ściany. Kaplica pałacowa została ozdobiona cennymi rzeźbami i umieszczono w niej XVI-wieczny tryptyk późnogotycki. Witraż do okna kaplicy zaprojektował Jan Matejko. Zygmunt Pusłowski zgromadził w swoim pałacu bogaty zbiór dzieł sztuki. Znalazły się tam obrazy Artura Grottgera, Jacka Malczewskiego, Jana Matejki, Cranacha, Rubensa i Delacroix. Salony dekorowały rzeźby gotyckie i renesansowe, gdańskie meble z XVII i XVIII w., gobeliny oraz stare zegary i zabytkowa broń. W rezydencji była licząca 40 tys. tomów biblioteka, kolekcja rycin i oryginalna kolekcja lapidarialna. W 1890 zmniejszony został ogród pałacowy, a w 1912 powstał wjazd gospodarczy na teren posesji. W 1901 pałac został podłączony do wodociągu, a w 1932 otrzymał komfortowo wyposażone łazienki. Hr. Ksawery Pusłowski, jako sekretarz premiera Paderewskiego, przyjmował tu późniejszego prezydenta USA Herberta Hoovera, rumuńską parę królewską, marszałków Francji. Po I WŚ, na prośbę prezydenta Krakowa, przyjmował ważne osobistości ze świata polityki i kultury, m.in. pary królewskie, maharadżów, światowej sławy artystów, np. podejmował w 1936 następczynię tronu holenderskiego, późniejszą królową Julianę wraz z małżonkiem, podczas ich podróży poślubnej do Polski. W pałacowych wnętrzach zorganizowano Wystawę Starych Zegarów (1938) i Wystawę Miniatur (1939), z których dochód przeznaczono na budowę nowego gmachu Muzeum Narodowego. W czasie II wojny światowej w pałacu Pusłowskich mieściły się biura centrali  Rady Głównej Opiekuńczej (R.G.O.). Pałacowe zbiory szczęśliwie przetrwały okupację.
W latach 1996–2008 odrestaurowany dzięki funduszom Społecznego Komitetu Odnowy Zabytków Krakowa.
Zarówno Xawery, jak i jego ojciec, Zygmunt Pusłowski chcieli, by wszystkie rodzinne zbiory zgromadzone w pałacyku, w tym przywiezione z pałacu w Czarkowach przed spaleniem go przez wojska rosyjskie w 1914, stanowiły niepodzielną całość. Tak się jednak nie stało. W 1953 Xawery Pusłowski przekazał Uniwersytetowi Jagiellońskiemu sto dzieł. Po jego śmierci Muzeum Uniwersytetu Jagiellońskiego przejęło również nieobjęte darowizną ruchomości z domu Pusłowskich, a w pałacyku ma dziś siedzibę Instytut Muzykologii Uniwersytetu Jagiellońskiego. 
W 2011 roku przed willą odsłonięto pomnik Ignacego Jana Paderewskiego, dzieło amerykańskiego rzeźbiarza Jessego Corsauta.

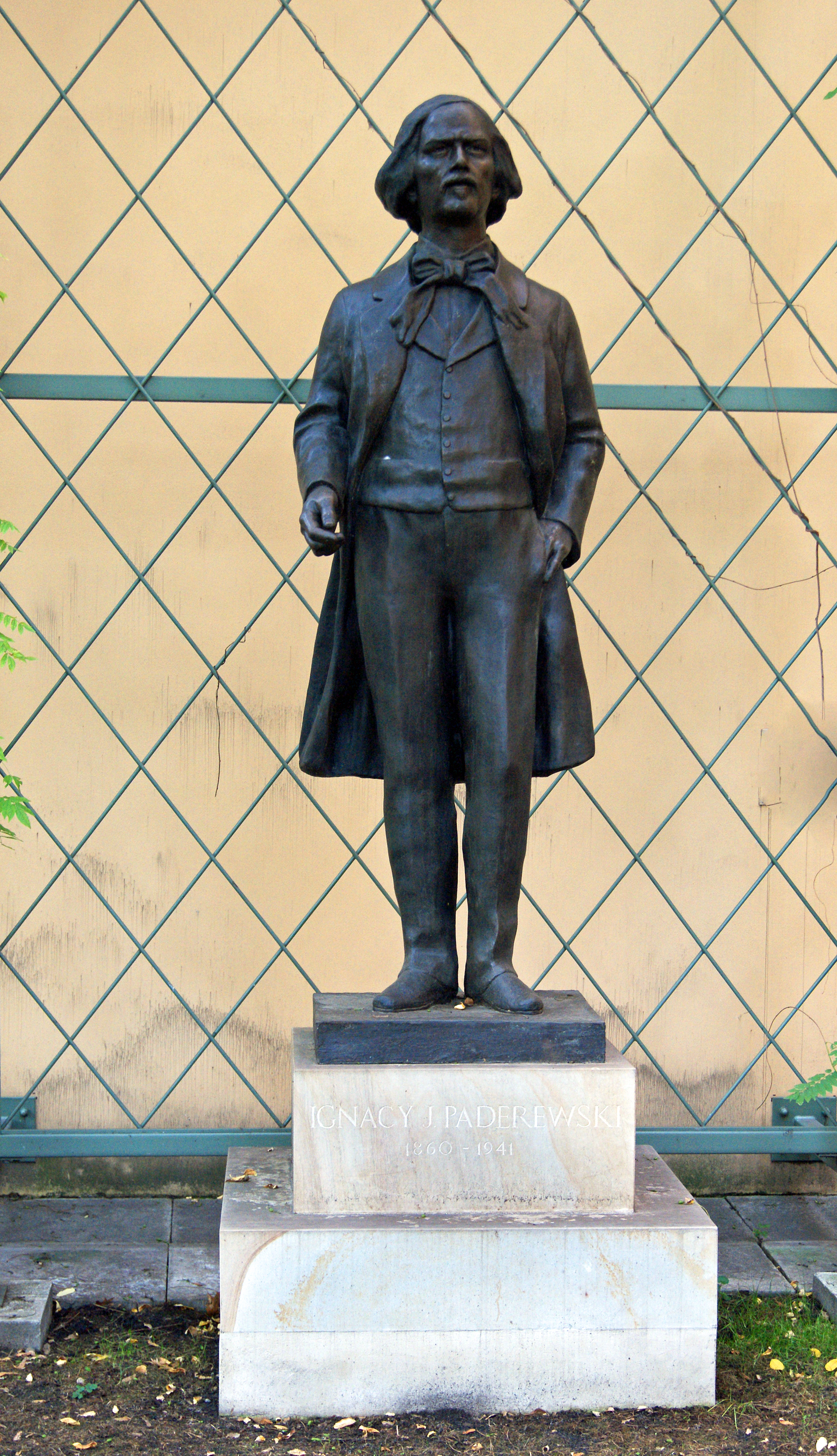
Pomnik Ignacego Jana Paderewskiego
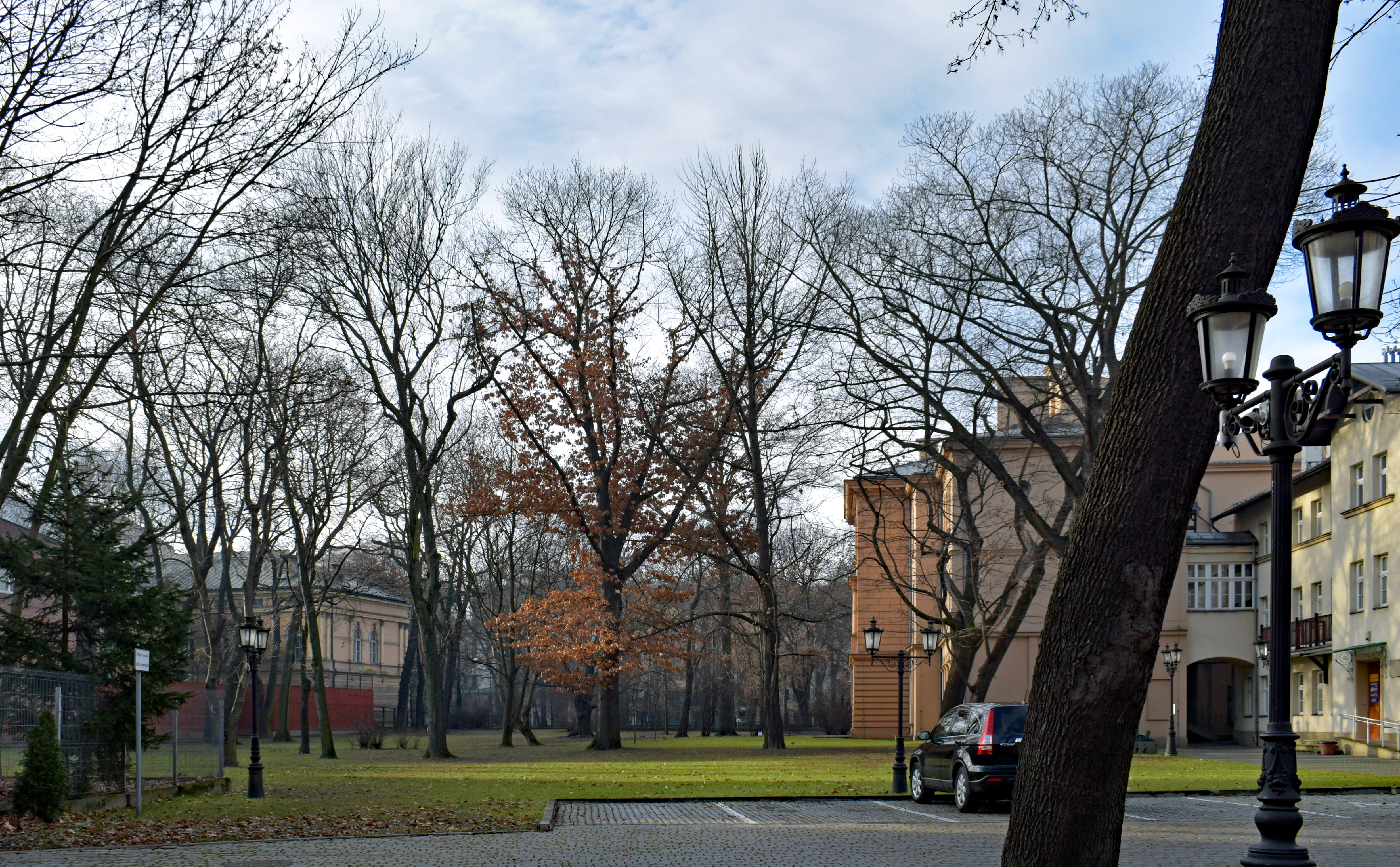
Park obok pałacu, jedyny ocalały fragment ogrodów na Wesołej